# Egon Sundberg
Egon William Sundberg (* 27. Februar 1911 in Ockelbo; † 4. September 2015) war ein schwedischer Fußballspieler und Musiker.

## Fußball
Im August 1934 debütierte Sundberg im Spiel gegen GIF Sundsvall. Er spielte als Linksaußen. Im Jahr 1939 entschied er sich für einen Abschied vom Sport. Während des Zweiten Weltkriegs kam es im Jahr 1941 für ein Spiel zu einem Comeback. Er bestritt insgesamt 113 Partien, wobei er 23 Mal traf. Seit seinem 102. Geburtstag im Jahr 2013 war er die älteste lebende Person, die in Schweden spielte.

## Musik
Er erlernte als Kind das Spielen am Klavier. Sundberg hatte ein eigenes Orchester, er unterlegte im Kino Stummfilme mit Musik.